# Phasicnecus pellucida
Phasicnecus pellucida är en fjärilsart som beskrevs av James John Joicey och Talbot 1924. Phasicnecus pellucida ingår i släktet Phasicnecus och familjen Eupterotidae. Inga underarter finns listade i Catalogue of Life.